# Saint-Félix-de-Villadeix
Saint-Félix-de-Villadeix ist eine französische Gemeinde mit 319 Einwohnern (Stand 1. Januar 2022) im Département Dordogne in der Region Nouvelle-Aquitaine (vor 2016: Aquitanien). Die Gemeinde gehört zum Arrondissement Bergerac und zum Kanton Lalinde.
Der Name in der okzitanischen Sprache lautet Sent Feliç de Viladés und leitet sich vom heiligen Felix ab. Der Namenszusatz „Villadeix“ erinnert an die Zugehörigkeit der Pfarrgemeinde zum Erzpriestertum von Villadès im 13. Jahrhundert, das seinen Sitz in Saint-Marcel-du-Périgord hatte.

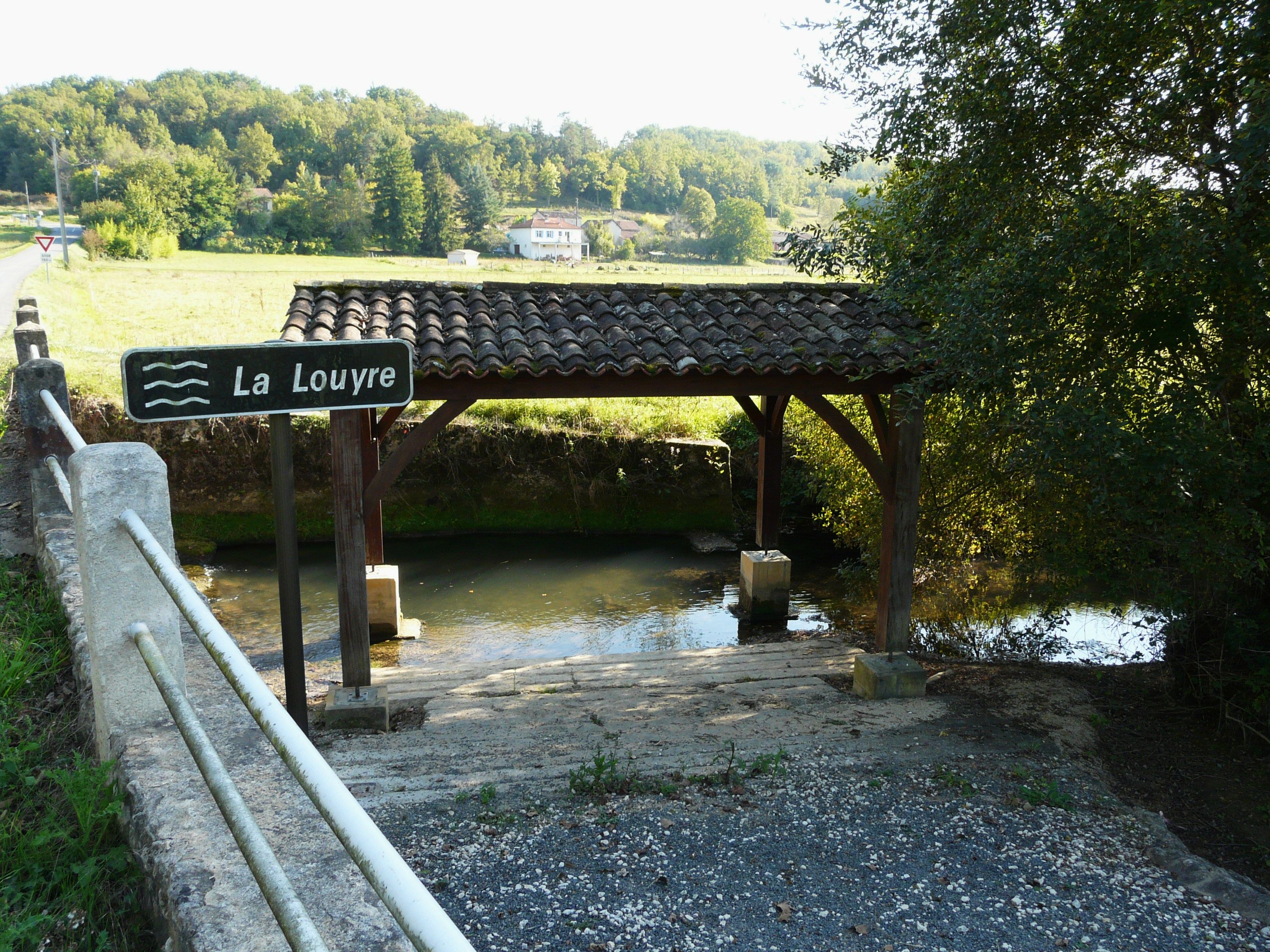
Waschhaus an der Louyre

Die Einwohner werden Saint-Féliciens genannt.

## Geographie
Saint-Félix-de-Villadeix liegt ca. 18 km nordöstlich von Bergerac im Gebiet Bergeracois der historischen Provinz Périgord.
Umgeben wird Saint-Félix-de-Villadeix von den Nachbargemeinden:
| Clermont-de-Beauregard     | Fouleix                                     | Val de Louyre et Caudeau |
| Saint-Georges-de-Montclard | Kompassrose, die auf Nachbargemeinden zeigt |                          |
| Liorac-sur-Louyre          |                                             | Saint-Marcel-du-Périgord |

Saint-Félix-de-Villadeix liegt im Einzugsgebiet des Flusses Dordogne.
Der Caudeau, ein rechter Nebenfluss der Dordogne, durchquert das Gebiet der Gemeinde zusammen mit seinen Nebenflüssen,
- der Ruchelle, die in Saint-Félix-de-Villadeix entspringt, und
- der Louyre mit ihrem Nebenfluss,
- dem Ruisseau de Barbeyrol.[4]

## Einwohnerentwicklung
Nach Beginn der Aufzeichnungen stieg die Einwohnerzahl in der Mitte des 19. Jahrhunderts auf einen Höchststand von rund 790. In der Folgezeit setzte eine Phase der Stagnation bis zu den 1960er Jahren ein, die die Zahl der Einwohner bei kurzen Erholungsphasen auf rund 235 Einwohner sinken ließ. Ein signifikanter Rückgang erfolgte dabei insbesondere zwischen den Zählungen von 1911 und 1921. Seit den 1960er Jahren konnte ein leichter Aufwärtstrend der Größe der Gemeinde verzeichnet werden.
| Jahr      | 1962 | 1968 | 1975 | 1982 | 1990 | 1999 | 2006 | 2010 | 2022 |
| --------- | ---- | ---- | ---- | ---- | ---- | ---- | ---- | ---- | ---- |
| Einwohner | 280  | 233  | 245  | 266  | 286  | 286  | 305  | 302  | 319  |

## Sehenswürdigkeiten
- Romanische Pfarrkirche Saint-Félix aus dem 12. Jahrhundert
- Kapelle Saint-Nicholas aus dem 15. Jahrhundert
- Kapelle im Weiler La Peyrouse aus dem 19. Jahrhundert, eine Miniatur der Kathedrale von Périgueux
- Taubenschlag im Weiler La Vernelle

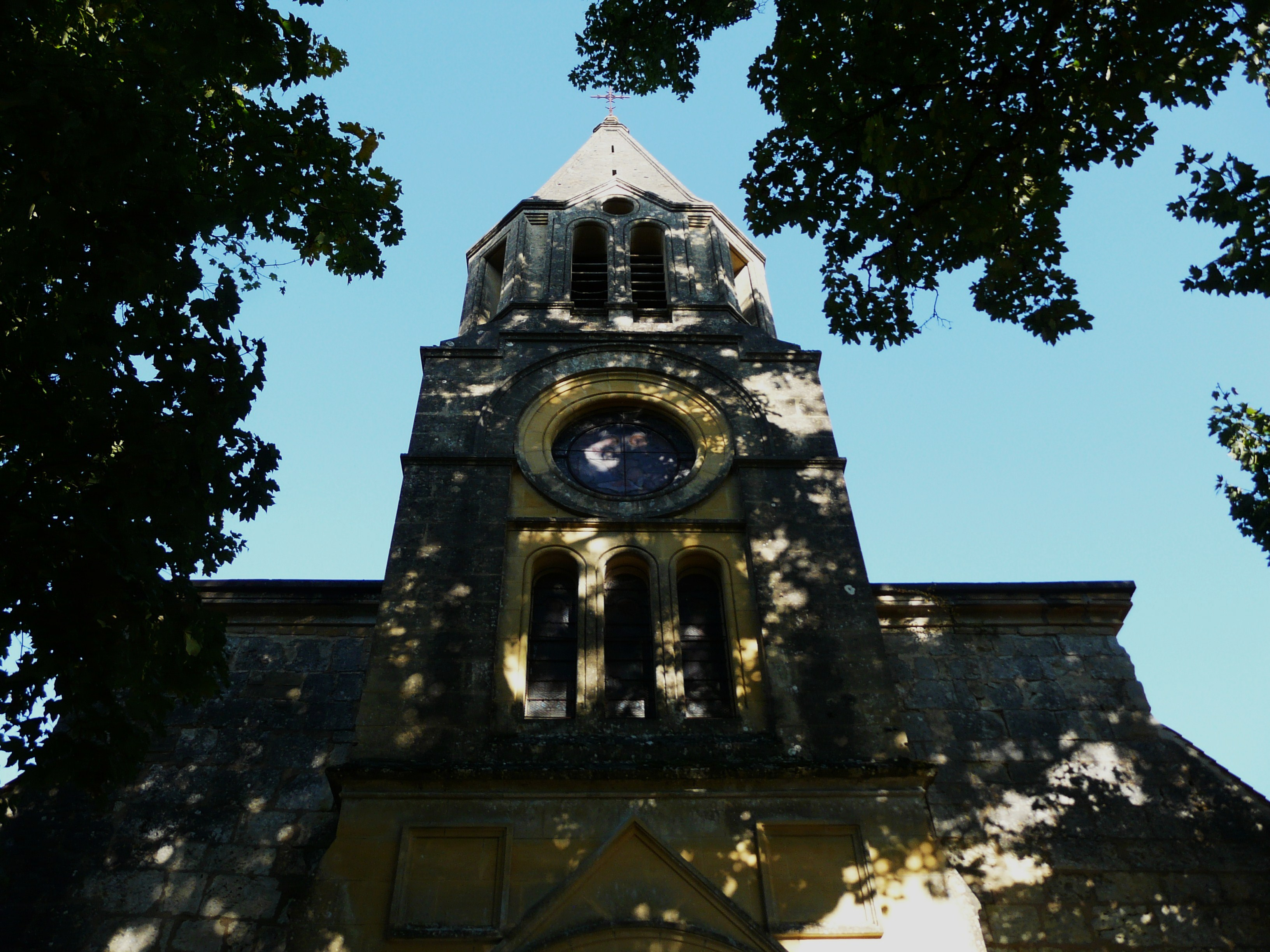
Glockenturm der Pfarrkirche
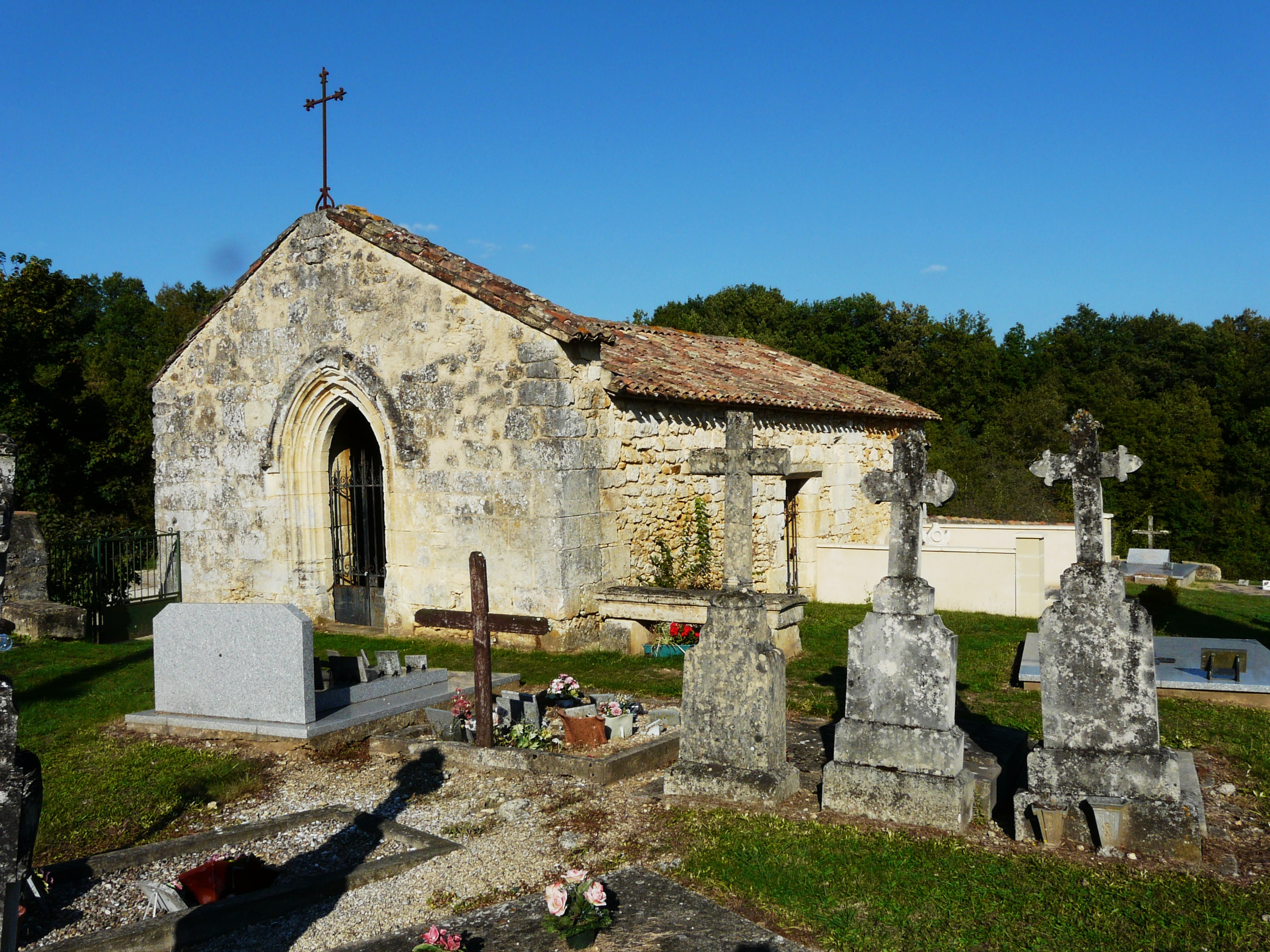
Kapelle Saint-Nicholas
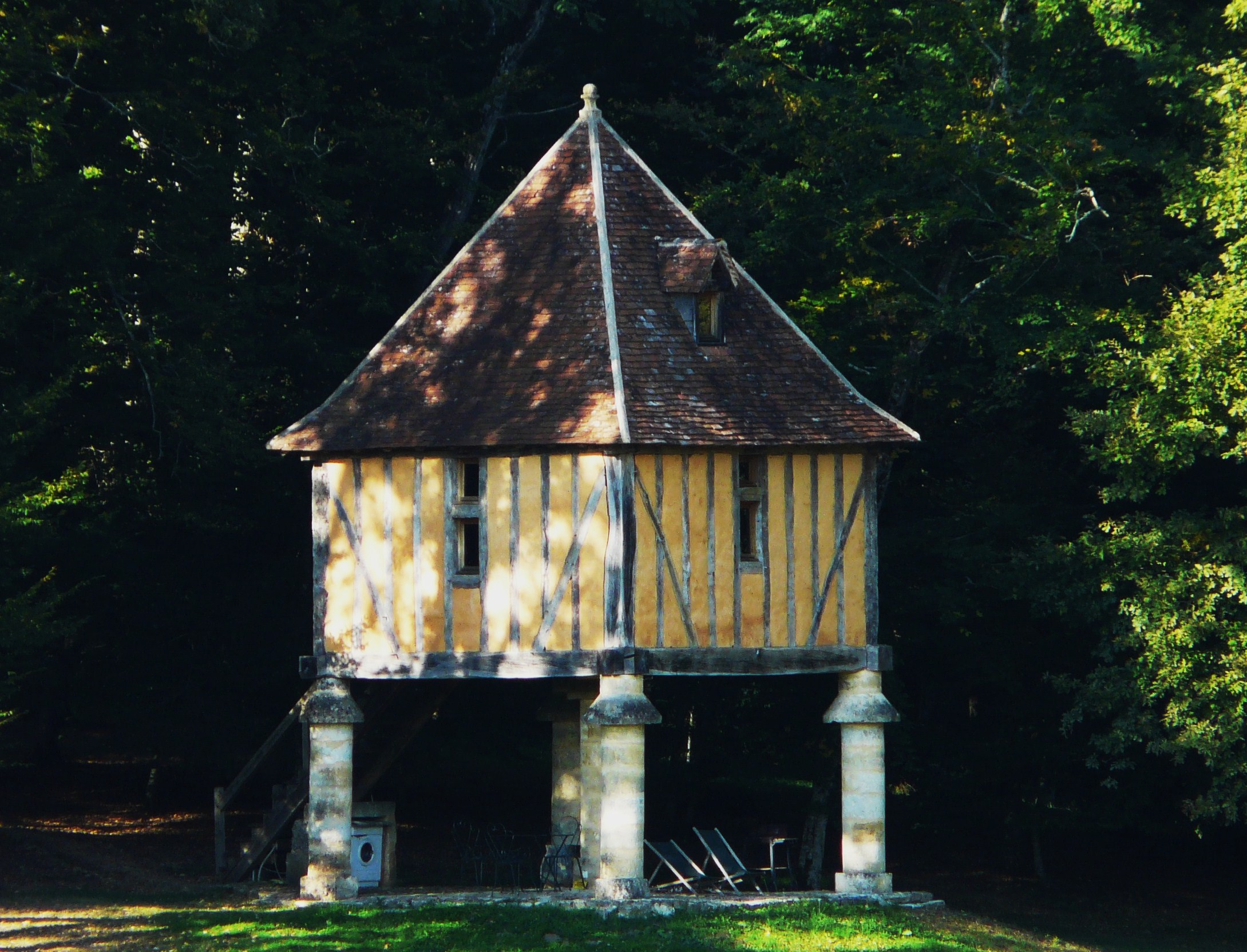
Taubenschlag im Weiler La Vernelle

## Wirtschaft und Infrastruktur
Die Landwirtschaft ist einer der wichtigsten Wirtschaftsfaktoren der Gemeinde.

### Bildung
Die Gemeinde verfügt über eine öffentliche Vor- und Grundschule mit 20 Schülerinnen und Schülern im Schuljahr 2018/2019.

### Verkehr
Saint-Félix-de-Villadeix ist erreichbar über die Route départementale 32.